# Sofia Zouagui
Sofia Zouagui, född Djamila Sofia Zouagui den 2 september 1976 i Västerås Lundby församling, är en svensk skådespelare. Hon är gift med skådespelaren Liam Norberg.

## Roller i urval
- 2022 – Ur spår (film)
- 2020 – Ambassadören
- 2016 – Beck – Steinar
- 2016 – Beck – Gunvald
- 2015 – Beck – Invasionen
- 2015 – Beck – Familjen
- 2015 – Beck – Rum 302
- 2013 - Fjällbackamorden: I betraktarens öga (TV-film)
- 2012 - Mannen som dog [1] (kortfilm)
- 2012 - The Dream Yoyage [2]
- 2011 - Bröllopet[3](parkteater)
- 2012 – Arne Dahl: Upp till toppen av berget[4]
- 2011 - The Teddybear and the Silence (kortfilm)
- 2010 - Radio Luxemburg (kortfilm)
- 2010 - Karlsson på taket [5] (Mycke' Nöje Barnteater)
- 2009-2010 - Fjärde månaden [6] (Odysséteatern)
- 2007 - Sedra (kortfilm)
- 2007 -  Pyramiden
- 2007 - Pippi Långstrump [7] (Mycke' Nöje Barnteater)
- 2006 - Final Curtain Call (kortfilm)
- 2005 - Väntans historia (kortfilm)
- 2005 - Aphelium
- 2003 - Att döda ett barn (kortfilm)
- 2002 - Hundtricket
- 2000 - Naken
- 1998 - Aspiranterna

## Teater

### Roller (ej komplett)
| År   | Roll             | Produktion                     | Regi           | Teater                 |
| ---- | ---------------- | ------------------------------ | -------------- | ---------------------- |
| 2011 | Den unga flickan | Efter bröllopet Bertolt Brecht | Dritëro Kasapi | Stockholms stadsteater |